# Óblast de Kémerovo
Kémerovo o Kemerovo del Oeste (en ruso: Ке́меровская о́бласть, romanizado: Kémerovskaya óblast a menudo llamado Kuzbás en ruso: Кузба́сс por la Cuenca de Kuznetsk) es uno de los cuarenta y siete óblast de la Federación de Rusia. Su capital es la ciudad homónima de Kémerovo. Está ubicado en el distrito federal de Siberia, limitando al norte con Tomsk, al noreste con Krasnoyarsk, al este con Jakasia, al sur con la república de Altái y al oeste con el krai de Altái y Novosibirsk.
Ubicado donde los llanos siberianos orientales se encuentran con las montañas siberiana del sur. Cubre un área de 95 500 km².

## Historia
El óblast fue establecido el 26 de enero de 1943, pero tiene considerables antecedentes anteriores. La ciudad más antigua del óblast es Kuznetsk (luego de 1961, Novokuznetsk), fundada en 1618, poco después de que el atamán cosaco Yermak Timoféyevich fuera empujado hacia Siberia. 
Su población predominante de etnia rusa (93.7%), aunque también viven en la región tártaros (1.5%), alemanes de Siberia (0.9%), ucranianos (0.8%) y shors.

## Geografía
Ocupa una superficie de 90.500 km², un área similar a la de Portugal. Comparte frontera con el óblast de Tomsk en el norte, el krai de Krasnoyarsk y la república de Jakasia en el este, el krai de Altái en el sur, y el óblast de Novosibirsk, y la República de Altái en el oeste. Por tamaño, Kuznetsk es también la ciudad más grande del óblast, excediendo incluso a la capital regional, Kémerovo. El óblast de Kémerovo es una de las regiones más urbanizadas de Rusia, con más de un 70% de la población viviendo en sus nueve principales ciudades.

## Economía
El óblast de Kémerovo es una de las regiones industrial más importantes de Rusia, con uno de los mayores depósitos de carbón del mundo, la cuenca de Kuzbás.
El sur de la región está dominado por la industria metalúrgica y la minera, así también como la ingeniería mecánica y la producción química.